# جون نيومان (كيميائي)
جون نيومان (بالإنجليزية: John Newman)‏ هو كيميائي أمريكي، ولد في 17 نوفمبر 1938 في كاليفورنيا في الولايات المتحدة.